# Беляви (гміна Стшалково)
Беляви (пол. Bielawy) — село в Польщі, у гміні Стшалково Слупецького повіту Великопольського воєводства.
Населення — 67 осіб (2011).
У 1975-1998 роках село належало до Конінського воєводства.

## Демографія
Демографічна структура станом на 31 березня 2011 року:
|          | Загалом | Допрацездатний вік | Працездатний вік | Постпрацездатний вік |
| -------- | ------- | ------------------ | ---------------- | -------------------- |
| Чоловіки | 32      | 11                 | 18               | 3                    |
| Жінки    | 35      | 12                 | 16               | 7                    |
| Разом    | 67      | 23                 | 34               | 10                   |